# Psamathia subangulata
Psamathia subangulata är en fjärilsart som beskrevs av W. Warren 1900. Psamathia subangulata ingår i släktet Psamathia och familjen Uraniidae. Inga underarter finns listade i Catalogue of Life.